# 6305-ös mellékút (Magyarország)
A 6305-ös számú mellékút egy körülbelül kilenc kilométer hosszú, négy számjegyű országos közút Fejér vármegye délnyugati részén. A Sárvíz széles völgyének keleti peremén végighúzódó 63-as főutat, illetve Sárbogárd központját köti össze a völgy túlsó szélén elhaladó, valamivel kisebb jelentőségű útvonallal és a város ott fekvő, külterületi városrészeivel.

## Nyomvonala
A 63-as főútból ágazik ki, annak 58,600-as kilométerszelvénye közelében, Sárbogárd központjának északi részén, majdnem pont ott, ahol az út keresztezi a Sárbogárd–Székesfehérvár-vasútvonal és a Pusztaszabolcs–Pécs-vasútvonal közös szakaszát. Katona utca néven indul dél felé, a vasúttal párhuzamosan, de szinte azonnal délnyugatnak fordul, majd 600 méter után egy derékszögű irányváltással északnyugat felé folytatódik, Szent István utca néven, miközben délkelet felől egy önkormányzati út érkezik a város központja felől. A 2,150-es kilométerszelvénye után lép ki a város belterületéről, ott kiágazik belőle egy önkormányzati út északi irányban, a 63-as főút felé, az út pedig innen nyugatnak folytatódik.
4,1 kilométer után egy újabb irányváltással visszatér az északnyugati irányhoz, az 5. kilométere előtt így éri el Sárszentágota határát (a község lakott területétől meglehetősen távol halad). Innentől a határvonalat kíséri, közben, 5,8 kilométer után újabb iránytöréssel nyugat-délnyugati irányba fordul. A 7. kilométerének elérése (Sárvíz hídja) után ismét teljesen sárbogárdi területen húzódik tovább. Utolsó métereire beér Nagyhörcsökpuszta lakott területére, ott ér véget, beletorkollva a 6307-es útba, annak 17,300-as kilométerszelvénye közelében.
Teljes hossza, az országos közutak térképes nyilvántartását szolgáló kira.gov.hu adatbázisa szerint 9,018 kilométer.